# Helenevik
Helenevik är ett område i östra delen av kommundelen Östra Mölndal (motsvarande Stensjöns distrikt). Helenevik började bebyggas med villor under 1930-talet.

## Historia
På 1860-talet byggde timmerhandlaren Johan C Lundgren Heleneviks gård vid Rådasjöns strand och den uppfördes under åren 1868–1870. Gården låg vid nuvarande korsningen mellan Rådavägen och Heleneviksvägen, med boningshuset på södra sidan av Heleneviksvägen och ladugården på den norra sidan. Gården uppkallades efter Lundgrens hustru Helena. Området var tidigare utmark till Mölndals by och hemmanet Trädgården.
Gården avstyckades år 1931. Ladugården revs år 1932 och boningshuset år 1987. Enligt avstyckningsplanen fanns omkring 100 tomter och en allmänning. Gården köptes 1970 av Mölndals stad, varvid Mölndals Roddklubb kom att disponera mangårdsbyggnaden.
Det första egnahemsbygget skedde år 1926 vid nuvarande Rådavägen 54, men den egentliga bebyggelsen inleddes i början av 1930-talet. Bebyggelsen skedde längs Rådavägen, Heleneviksvägen, Heleneviksbacken och Sjöstigen. År 1933 fanns 47 fastigheter och 1945 hade antalet utökats till 60 stycken. Området kallades ibland för "Heleneviks villastad". Heleneviksbacken kallades Hallbergs backe efter Anders Hallberg, en pionjär som bodde på toppen av backen. Gatunamnen Heleneviksvägen, Heleneviksbacken och Sjöstigen antogs den 19 maj 1969.
År 1949 donerades tomten "trekanten" av en av systrarna Lundgren, som ägde Heleneviks gård, till en stiftelse, för att det där skulle uppföras ett församlingshem.
Heleneviks Egnahemsförening bildades sommaren 1935.